# はじめてのおるすばん (ゲーム)
『はじめてのおるすばん』は、ZEROより発売されたアダルトゲーム及びアダルトアニメである。「はじるす」と略される。

## 概要
主人公になついている双子の姉妹とひたすら性行為を行うという内容で、姉妹の外観は年少の子供に見える点が一つの特徴となっている。ただし、ゲーム冒頭で18歳以上と記述されており、発売直前に姉妹は実は非処女であったという設定が明かされた。
続編として『はじめてのおいしゃさん』、そしてブランド独立後『ななみとこのみのおしえてA・B・C』『はじめてのおてつだい』（スタジオリング）が発売されている。
2005年10月7日に、解像度を 800×600 に変更し、モザイクなどを最新のソフ倫規定に見直し、供給媒体をDVD-ROMに変更した『はじめてのおるすばん〜りにゅーある〜』が発売されている。内容はほとんど変わらないが、背景画面からクーラーが消失している。また、2010年11月18日にはDVDPG版が発売された。成熟女性であれば陰毛により見えづらいたてすじが見えるという年少キャラクターを暗示させる言葉を含めて、「たてすじの殿堂1」と銘打っている。なお、DVDPG版はスリーサイズ表記が『はじめてのおてつだい』と同様「ぺったんこ／ほそい／うすい」で表されているほか、PC版では次作『はじめてのおいしゃさん』に収録されている姉妹の初体験の場面が収録されている。
2013年1月31日に、アニゲマ(旧ビジュアルアーツマーケット)のサービス開始とともにAndroid版の配信が開始され、2016年4月22日にはDLsiteでもAndroid版の配信が開始された。
2020年にはメリー･ジェーン社よりアニメ化及び年内の発売が発表された｡

## あらすじ
夏、観月しおりは料理教室、観月さおりはバスケットボールクラブの練習に通うことになるが、スケジュールがかみ合わず、片方が留守番をしなければいけないようになってしまった。主人公は、観月姉妹の母親から留守番の間一緒にいてくれるように頼まれ、観月姉妹とお留守番をすることになる。

## 登場人物
ゲームでは声優は非公開。以下はドラマCDおよびに『ななみとこのみのおしえてA・B・C』でのキャストを記す。
遠藤宏
声：須藤彦一（ゲーム）、朝野ヒカリ（ＯＶＡ）
主人公（プレイヤー）。「宏」はデフォルトのもので変更可能。観月姉妹の隣の部屋に住む大学生。両親は海外赴任でひとり暮らしをしている。姉妹とは家族ぐるみのつきあいで、母親から夏休みの間2人の世話を頼まれる。なお、本作中では名字はなく、続編『ななみとこのみのおしえてA・B・C』で初めて設定された。担当声優はドラマCDのもの。
観月しおり（みづき しおり）
声：あさり☆（ゲーム）、蒼乃むすび（ＯＶＡ）
双子の姉。タレ目でやや内気な性格。マジメで料理好き。
6月9日生まれ、血液型A型
身長：133cm、体重：29kg、3サイズ：63/51.8/68
観月さおり（みづき さおり）
声：もっち（ゲーム）、東シヅ（ＯＶＡ）
双子の妹。ツリ目で積極的な性格。おませでイタズラ好き。
6月9日生まれ、血液型A型
身長：133cm、体重：28kg、3サイズ：62/50.8/67

## スタッフ
ZEROの基本方針として非公開だが、ひらいでらく・あさま・葉月博規の3名のライターがスタッフであったことを名乗り出ている。また、スタッフが非公開であることを逆手に取り、スタッフロールをモザイク処理するというネタも使われている。
- 音楽:MANYO(Little Wing)

## 主題歌
オープニングテーマ 「夢はなにいろ？」
作詞 / 歌：ましろゆき、作曲 / 編曲：おおしまとしひこ

## ノベライズ
2002年4月20日にパラダイムノベルスからジュブナイルポルノのノベライズ版が出版された。著者は南雲恵介。姉妹の初体験の場面が描写されているが、ゲーム本編で言及されていたものや「はじめてのおいしゃさん」に収録されたものとは内容が異なっている。 

## ドラマCD
コミックマーケット63のビジュアルアーツブースにてドラマCDが販売された。タイトルは『はじめてのおるすばん 〜どらまCD〜』。
ゲーム本編が始まる前の主人公と観月姉妹との出会いが描かれている。年齢制限は設けられておらず、性的な表現は一切ない。

## アダルトアニメ
メリー・ジェーンよりアダルトアニメが発売された。
- はじめてのおるすばん 観月しおり編 ：2020年12月4日発売[5]
- はじめてのおるすばん 観月さおり編 ：2021年3月5日発売[6]

## 反響
本作は、ロリとエロに特化した内容と低価格が話題となり、注文に生産が追いつかない事態となった。秋葉原では、本作を求める「はじるす難民」が大量に発生した。アダルトゲーム雑誌『BugBug』が2001年に集計した各種ランキングにおいては圏外だったものの、同誌の2002年4月号に掲載された企画「言いたいホーダイ2001年 編集部㊙座談会」においては、参加者から本作の人気について言及する声が挙がっている。
本作のヒットにより、同系統のアダルトゲームの発売が相次いだ。その結果、ロリ市場は一気に飽和し、衰退することになった。

## 関連事項
- はじめてのおいしゃさん
- ななみとこのみのおしえてA・B・C
- Lycee

## 参考資料
- 土方敏良 編『空想女装少年コレクション』一迅社、2005年7月1日。ISBN 978-4758010382。
- 『ゲームラボ特別編集 現代視覚文化研究 Vol.4』三才ブックス、2010年4月19日。ISBN 978-4861992513。